# Шлепецкий, Иван Степанович
Иван Степанович Шлепецкий (9 апреля 1907, Великий Буковец — 9 октября 1976, Прага) — общественный и политический деятель Чехословакии, редактор, русин по происхождению, принадлежал к русофильскому направлению. Дядя историка литературы Андрея Шлепецкого.

Надгробный памятник на могиле Ивана Шлепецкого, Прага, Ольшанское кладбище

## Биография
Иван Шлепецкий родился в небольшом русинском селе Великий Буковец (теперь — Буковец, Словакия), начальное образование получил в ужгородской русской гимназии, которая утвердила его в «общерусских» воззрениях — он остался им предан до конца жизни. Из Ужгорода Иван Шлепецкий уехал в Прагу, где продолжил образование на медицинском факультете пражского университета. С этим городом вспослдествии оказалась связана большая часть жизни Ивана Шлепецкого, хотя он непрерывно поддерживал связи с родной Пряшевщиной.
В Праге же он и скончался в 1976 году. Могила Ивана Шлепецкого находится на православном участке Ольшанского кладбища.

## Общественная и литературная деятельность
Со студенческих лет Иван Шлепецкий принимал активное участие в общественной жизни — прежде всего как участник общества «Возрождение». Это студенческое землячество выходцев из Карпатской Руси, придерживавшихся русофильских взглядов ставило целью оказывать материальную и иную помощь русинам, проживавшим в Праге, а также воспитывать их в традиционном «карпаторусском духе». Иван Шлепецкий занимал должность заведующего студенческим общежитием, во время Второй мировой войны его усилиями были размещены в Праге многие земляки, бежавшие от преследований режимов Тисо и Хорти. Кроме того Иван Шлепецкий принимал участие в организации культурной и просветительской деятельности общество — включая послевоенные годы.
В 1947—1948 гг. он редактировал издававшийся обществом журнал «Костер», однако и выпуск журнала и в значительной мере общественную деятельность пришлось свернуть после переворота 1948 года, когда вся культурная жизнь Чехословакии оказалась поставлена под контроль Коммунистической партии.
Наиболее значительным вкладом Ивана Шлепецкого в краеведение его родного края было составление и редактура альманаха «Пряшевщина: историко-литературный сборник», который вышел в 1948 году. На его страницах публиковались многие видные русофилы Карпатской Руси, к тому времени лишённые возможности высказывать свои взгляды в СССР.
Кроме того, Иван Шлепецкий подготовил к печати собрание сочинений своего земляка Александра Павловича и сборник народных песен.
Лишенный возможности публиковать многие из своих работ в Чехословакии, Иван Шлепецкий нередко печатал их на страницах американского «Календаря Лемко-Союза».